# 比利时戴维斯杯代表队
比利时戴维斯杯代表队是比利时男子国家网球队参加戴维斯杯的队伍，由皇家比利时网球协会负责组织和运营。
比利时队首次参加戴维斯杯是在1904年，第一年就进入了决赛。另外在2015年、2017年闯入决赛。

## 链接
- 台維斯盃官方網站DavisCup.com上的球隊頁面